# Chu Linh Linh
Chu Linh Linh (tiếng Anh: Loletta Chu, sinh ngày 7 tháng 9 năm 1958) là người đẹp ảnh và hoa hậu Hồng Kông năm 1977, từng là vợ của thương nhân Hoắc Chấn Đình, con dâu của tỷ phú Hoắc Anh Đông. Hiện nay bà là phu nhân của La Khang Thụy, chủ tịch tập đoàn bất động sản Thụy An (Shui On Land Ltd.).

## Tiểu sử
Chu Linh Linh sinh ra tại Myanmar có cha mẹ là Hoa kiều tại đây. Năm lên 9, bà theo gia đình chuyển tới Hồng Kông. Chu Linh Linh theo học trường quốc tế Hồng Kông và trung học King George V School.
Chu Linh Linh từng làm người mẫu nghiệp dư. Năm 1977, bà tham gia cuộc thi hoa hậu Hồng Kông và đăng quang cùng với danh hiệu hoa hậu Ảnh, trở thành thí sinh đầu tiên chiến thắng với hai giải thưởng. Sau đó bà gia nhập làng giải trí một thời gian rất ngắn, tham gia chương trình truyền hình Mã Li Quan 77 (瑪麗關77) của TVB. Chín tháng sau, bà tổ chức hôn lễ chớp nhoáng với thương gia Hoắc Chấn Đình, con trai cả của tỷ phú Hoắc Anh Đông, tạo ra một tiền lệ giới nhà giàu kết hôn với hoa hậu Hồng Kông.
Ngày 14 tháng 4 năm 2017, cha của bà là ông Chu Kì Tông (朱奇宗) qua đời vì viêm phổi, hưởng thọ 94 tuổi.

## Đời tư
Sau khi đăng quang hoa hậu, Chu Linh Linh quen biết thiếu gia Hoắc Chấn Đình, con trai trưởng của tỷ phú Hoắc Anh Đông. Sau 9 tháng tìm hiểu, cả hai đã tổ chức hôn lễ vào ngày 25 tháng 9 năm 1978 tại khách sạn The Mira Hong Kong, Tiêm Sa Chủy với 360 khách mời. Theo nguồn tin của báo giới, nhà họ Hoắc chi tới 10 triệu HKD tiền quà cưới cho Chu Linh Linh, tổng chi phí cho đám cưới là 1 triệu HKD.
Sau khi kết hôn, Chu Linh Linh từ bỏ công việc ngoài xã hội để tập trung chăm sóc 3 con trai.  Năm 1990, bà hợp tác với chị gái, mở cửa hàng kinh doanh trang sức Anh quốc tại Prince's Building (太子大廈), khu Trung Hoàn, Hồng Kông nhưng sau đó phải từ bỏ do sức ép từ nhà chồng vẫn còn tư tưởng phong kiến nặng nề.
Năm 1999, có thông tin cho rằng Hoắc Chấn Đình có quan hệ không rõ ràng với Hầu Ngọc Đình (侯玉婷), người dẫn chương trình của Đài truyền hình Quảng Đông. Điều này khiến Chu Linh Linh vì trầm cảm đã lâu, không thể chịu đựng được nữa mà rời khỏi biệt thự của nhà họ Hoắc. Lúc đó gia đình lục đục, còn có nguồn tin con trai Hoắc Khải Cương đã đứng ra hòa giải, cũng có tin đồn rằng chính Hoắc Anh Đông đã thuyết phục Chu Linh Linh trở về nhà họ Hoắc. Tuy nhiên, vào năm 2000, Hoắc Chấn Đình lại có một vụ bê bối khác với một phát thanh viên.
Năm 2001, Chu Linh Linh chuyển ra khỏi Hoắc gia, thuê nhà sống một mình ở Shouson Hill. Tuy nhiên, bà vẫn tham dự các hoạt động công khai của nhà họ Hoắc với tư cách là con dâu. Ví dụ, khi Hoắc Chấn Đình được trao giải Golden Bauhinia Star năm 2004, Chu Linh Linh cũng tham dự, cũng giữ thể diện cho gia đình họ Hoắc. Vì vậy, cha chồng muốn con dâu suy nghĩ lại nhưng không thành công.
Mãi đến tháng 9 năm 2006, khi Hoắc Anh Đông qua đời, bạn của Chu Linh Linh là nữ ca sĩ Diệp Thiến Văn (葉蒨文) mới tiết lộ với truyền thông rằng cặp đôi đã ly thân vào đầu năm 1997 và ly hôn vào năm 2004.
Tháng 11 năm 2008, ở tuổi 50, Chu Linh Linh và tỷ phú La Khang Thụy chủ tịch tập đoàn địa ốc Shui On Land Limited đã tổ chức đám cưới tại khách sạn Four Seasons Hotels, Singapore.